# Ояпокі (мікрорегіон)

Ояпокі на карті штату Амапа

Ояпокі (порт. Microrregião de Oiapoque) — мікрорегіон у Бразилії, входить до штату Амапа. Складова частина мезорегіону Північ штату Амапа. Населення становить 29 509 чоловік на 2010 рік. Займає площу 36 894,276 км². Густота населення — 0,8 осіб/км².

## Склад мікрорегіону
До складу мікрорегіону включено такі муніципалітети:
1. Калсуені
2. Ояпокі

## Демографія
Згідно з даними, зібраними в ході перепису 2010 року Національним інститутом географії і статистики (IBGE), структура населення мікрорегіону така:
| Повне населення                               | Повне населення                               | Повне населення                               | Повне населення                               | 29 509 |
| --------------------------------------------- | --------------------------------------------- | --------------------------------------------- | --------------------------------------------- | ------ |
| в тому числі:                                 | Міське населення                              | 21 159                                        | Відсоток міського населення, %                | 71,70  |
|                                               | Сільське населення                            | 8 350                                         | Відсоток сільського населення, %              | 28,30  |
|                                               | Чоловіче населення                            | 15 525                                        | Відсоток чоловічого населення, %              | 52,61  |
|                                               | Жіноче населення                              | 13 984                                        | Відсоток жіночого населення, %                | 47,39  |
| Густота населення, чол/км²                    | Густота населення, чол/км²                    | Густота населення, чол/км²                    | Густота населення, чол/км²                    | 0,80   |
| Населення мікрорегіону в % до населення штату | Населення мікрорегіону в % до населення штату | Населення мікрорегіону в % до населення штату | Населення мікрорегіону в % до населення штату | 4,41   |

| Бразилія | Це незавершена стаття з географії Бразилії. Ви можете допомогти проєкту, виправивши або дописавши її. |